# Sogodjankoli
Sogodjankoli est une commune située dans le département de Sami de la province des Banwa au Burkina Faso.

## Éducation et santé
La commune accueille un dispensaire de santé.